# Брайтенбах, Йозеф
Йозеф Брайтенбах (нем. Josef Breitenbach или Joseph Breitenbach; 3 апреля 1896, Мюнхен — 7 октября 1984, Нью-Йорк) — немецкий и американский фотограф, работал также во Франции.

## Биография и творчество
Родился в еврейской семье, отец порвал с религией предков, был масоном и социал-демократом. Йозеф закончил Луитпольдовское высшее реальное училище в Мюнхене (1912). Участвовал в Первой мировой войне (1916). Работал в виноторговой фирме отца. Увлекся фотографией. В 1928 получил золотую медаль на фотоконкурсе в Милане. Отцовская фирма разорилась, в 1932 Брайтенбах открыл собственную фотостудию в Мюнхене, фотографировал актёров Мюнхенского камерного театра (в том числе, Марианну Хоппе). Получил бронзовую медаль на Международной фотовыставке в Люцерне (1933).
С приходом нацистов к власти переехал в Париж, в 1934 открыл здесь фотоателье. К этому времени относятся портреты Макса Эрнста, Василия Кандинского, Бертольда Брехта, Джеймса Джойса, Аристида Майоля и др. Снимал обнаженную натуру, сцены повседневной жизни Парижа. Участвовал в Международной выставке сюрреалистов (1938), имел несколько персональных экспозиций.
В 1939 был интернирован как подданный страны-противника, до весны 1941 прошёл через несколько лагерей. Затем через Марсель перебрался в Нью-Йорк, работал как фотожурналист, в том числе — в Корее и в Японии. Много путешествовал, постоянно бывал в Европе. Преподавал в Блэк Маунтин Колледже (Северная Каролина, с 1944), в Новой школе социальных исследований (с 1949). К этому времени относятся его портреты Джона Стейнбека, Джона Дьюи. Участвовал в различных выставках, включая знаменитую экспозицию Эдварда Стайхена в нью-йоркском Музее современного искусства Семья человеческая (1955). Большая ретроспективная выставка фотографий Брайтенбаха Странствие открылась в его родном городе (1965). Он выпустил альбом Женщины Азии (1968). В 1979 Городской музей Мюнхена приобрел коллекцию работ Брайтенбаха, открыл его большую выставку.

## Наследие и признание
В полной мере творчество Брайтенбаха открылось зрителям и критикам лишь в 1990-е годы. С тех пор его выставки постоянно проходят в разных странах, растет посвященная ему литература.